# Roseaux
Roseaux, in creolo haitiano Wozo, è un comune di Haiti facente parte dell'arrondissement di Corail nel dipartimento di Grand'Anse.